# Дисфания
Дисфа́ния (лат. Dysphania) — род травянистых растений семейства Амарантовые (Amaranthaceae), ранее помещался в семейства Маревые (Chenopodiaceae) либо Dysphaniaceae. В филогенетическом отношении близок родам Suckleya и Cycloloma.
Название рода, вероятнее всего, произошло из греческого и дано из-за невзрачности и даже незаметности цветков.

## Применение
Отдельные виды, например Dysphania ambrosioides, применяется в народной медицине как лекарственное растение для приготовления отваров и используются при изготовлении инсектицидов.
Некоторые виды применялись для изготовления красителей.

## Виды
Род включает около 24 видов:
- Dysphania ambrosioides (L.) Mosyakin & Clemants [syn.  Chenopodium ambrosioides L. basionym — Марь амброзиевидная]
- Dysphania aristata (L.) Mosyakin & Clemants [syn.  Chenopodium aristatum L. basionym — Марь остистая]
- Dysphania botrys (L.) Mosyakin & Clemants [syn.  Chenopodium botrys L. basionym — Марь душистая]
- Dysphania carinata (R.Br.) Mosyakin & Clemants
- Dysphania chilensis (Schrad.) Mosyakin & Clemants
- Dysphania cristata (F.Muell.) Mosyakin & Clemants
- Dysphania glandulosa Paul G.Wilson
- Dysphania glomulifera (Nees) Paul G.Wilson
- Dysphania kalpari Paul G.Wilson
- Dysphania littoralis R.Br. typus
- Dysphania melanocarpa (J.M.Black) Mosyakin & Clemants
- Dysphania multifida (L.) Mosyakin & Clemants
- Dysphania plantaginella F.Muell.
- Dysphania platycarpa Paul G.Wilson
- Dysphania pseudomultiflora (Murr) Verloove & Lambinon
- Dysphania pumilio (R.Br.) Mosyakin & Clemants
- Dysphania pusilla Mosyakin & Clemants
- Dysphania rhadinostachya (F.Muell.) A.J.Scott
- Dysphania saxatilis (Paul G.Wilson) Mosyakin & Clemants
- Dysphania schraderiana (Schult.) Mosyakin & Clemants [syn.  Chenopodium foetidum Schrad. — Марь пахучая]
- Dysphania simulans F.Muell. & Tate
- Dysphania sphaerosperma Paul G.Wilson
- Dysphania truncata (Paul G.Wilson) Mosyakin & Clemants
- Dysphania valida Paul G.Wilson